# Lavlji čovjek
Lavlji čovjek (njem. Löwenmensch) ili Lavlja žena (njem. Löwenfrau) je prapovijesna zoomorfna figurica čovjeka ili žene s lavljom glavom izrezbarena kremenim nožem od mamutske bjelokosti koja je 
pronađena 1939. godine u špilji Hohlenstein-Stadel u Njemačkoj.
Figurica je visoka skoro 30 cm, starost joj je procijenjena na oko 40000 godina, u razdoblje gornjeg paleolitika (Aurignacien), što je čini do sada najstarijim pronađenim općeprihvaćenim primjerkom figurativne umjetnosti. 
Tumačenje figure je jako teško, ali ima nekih poveznica s paleolitičkim špiljskim slikama iz Francuske gdje su također pronađeni primjeri hibrida životinja i ljudi (npr. „Čovjek-ptica” u špilji Lascaux ). No, Lavlji čovjek je nekoliko tisuća godina stariji od tih primjera. Također, neki misle kako uopće nije riječ o prikazu mitskog bića već o prikazu šamana koji nosi kožu lava s glavom kao kapom.

## Poveznice
- Venera iz Hohle Felsa
- Paleolitička umjetnost